# 東郷町南瀬
東郷町南瀬（とうごうちょうのうぜ）は、鹿児島県薩摩川内市の大字。旧薩摩国薩摩郡東郷南瀬村、薩摩郡上東郷村大字南瀬、薩摩郡東郷町大字南瀬。郵便番号は895-1105。人口は467人、世帯数は246世帯（2020年10月1日現在）。面積は9.9平方キロメートル。

## 地理
薩摩川内市の中北部（東郷地域）、川内川下流域に位置する。字域の北方には東郷町山田、南方には樋脇町倉野、久住町、中村町、西方には東郷町斧渕、東方にはさつま町二渡がそれぞれ接している。
教育施設は字域の南方に薩摩川内市立南瀬小学校が所在している。また、川内川沿いを東西に国道267号が通っており、中央部を南北に鹿児島県道346号山田入来線が通っており、倉野橋で川内川を渡り、樋脇町倉野に至る。

### 難読地名として
「南瀬」の読み方には諸説あり、「のうぜ」または、「のぜ」とも呼称されている。『日本歴史地名大系』の難読地名一覧には難読地名として掲載されている。

### 小字
角川日本地名大辞典によれば東郷町南瀬にある小字は以下のとおりである。
市ノ瀬、宇ノ瀬、里、上川原、平畑、川原、倉屋敷、山下、後ヶ原、堅山、坂下、川畑、森田、藤ノ元、登峰、長迫、段ノ際、白坂、原田、紫尾迫、坂中、平田、城ヶ平、上平田、早馬、宮ノ脇、諏訪下、諏訪原、岩戸下、屋根添、高柳、知屋城、片平、鹿子田、中尾、仮屋、木屋ヶ迫、宇都、池平、中原、野中、地蔵官、大谷、狐ヶ段、轟木、下轟木、大堀、上ノ原、岩元、地獄山、井野々、千田代、先千田代、大栫、笹原、摩手野、右不覚、大牟礼、平ノ迫、古屋敷、家深、笹野山、笹野、山神、荒神、道清、松山、池尻、井手ノ本、南瀬山、崩ヶ平、五本松、小空蔵、岩城、郷戸口、樋岩、谷ノ口、知屋敷迫、津田木、越ノ巣、山ノ口、井手上、多々良、山口ノ迫、小場田、郷土平、岩瀬戸、小牧原、松峯、平山、峯ガ段、小牧田、熊ヶ平、城ヶ迫、本園、三計牧、提ヶ原、久保田、大迫田、大迫、馬越、染木山

## 歴史

### 近世の南瀬
南瀬という地名は江戸時代より見え、薩摩国薩摩郡東郷（外城）のうちであった。村高は「天保郷帳」では904石余、「郡村高辻帳」では904石余、「三州御治世要覧」では1,018石余、「旧高旧領取調帳」では1,181石余であった。
文献上では文中3年（1374年）の薩摩国願文に「とうこうなうせ」と見えるのが初見であるとされる。川内川では南瀬石と呼ばれる盆山石が産出されていた。
江戸時代には城の原台地に曹洞宗で鹿児島城下にあった福昌寺の末寺である香積寺が所在していた。香積寺は藤川村（現在の東郷町藤川）にある菅原神社（別名：藤川天神）の別当寺であったが、のちに衰えて廃寺となっていた。そのため、南瀬村に僧侶である京順によって寛文6年（1666年）に再建された。1878年（明治11年）には南瀬村に小学校が設立された。

### 町村制施行以後
1889年（明治22年）4月1日に町村制が施行されたのに伴い、東郷のうち東部の区域に当たる斧淵村・山田村・南瀬村・宍野村・鳥丸村・藤川村の6村の区域より薩摩郡上東郷村が成立した。それまでの南瀬村は上東郷村の大字「南瀬」となった。1934年（昭和9年）4月13日には南瀬に南瀬郵便取扱所が設置され、1936年（昭和11年）12月1日には南瀬郵便局に改称した。
1952年（昭和27年）12月1日に上東郷村が東郷村に改称、即日町制施行し、東郷町となった。
2004年（平成16年）10月12日に東郷町が川内市、薩摩郡樋脇町、入来町、祁答院町、下甑村、上甑村、里村、鹿島村と新設合併し薩摩川内市が設置された。この市町村合併に伴い設置された法定合併協議会において大字名については「従前の町名を従前の大字に冠したものをもって、大字とする。」と協定され、旧町名である「東郷町」を従前の大字名である南瀬に冠することとなった。
合併当日の10月12日に鹿児島県の告示である「 字の名称の変更」が鹿児島県公報に掲載された。この告示の規定に基づき即日名称の変更が行われ、大字名が「南瀬」から薩摩川内市の大字「東郷町南瀬」に改称された。

## 人口
以下の表は国勢調査による小地域集計が開始された1995年以降の人口の推移である。
| 統計年             | 統計年 | 人口 | 人口 |
| ------------------ | ------ | ---- | ---- |
| 1995年（平成7年）  | [ 22 ] | 829  |      |
| 2000年（平成12年） | [ 23 ] | 781  |      |
| 2005年（平成17年） | [ 24 ] | 702  |      |
| 2010年（平成22年） | [ 25 ] | 654  |      |
| 2015年（平成27年） | [ 26 ] | 568  |      |
| 2020年（令和2年）  | [ 5 ]  | 467  |      |

## 文化財

### 市指定
- 笹野橋（有形文化財（建造物））[27]
- 南瀬山之口の虚空蔵菩薩像（有形文化財（彫刻））[28]
- 南瀬観音古石塔群（有形文化財（歴史資料））[28]
- 南瀬の太鼓踊（無形民俗文化財）[29]
- 南瀬下の太鼓踊（アケスメロ）（無形民俗文化財）[29]
- 香積寺跡石塔群等（記念物（史跡））[30]

## 施設

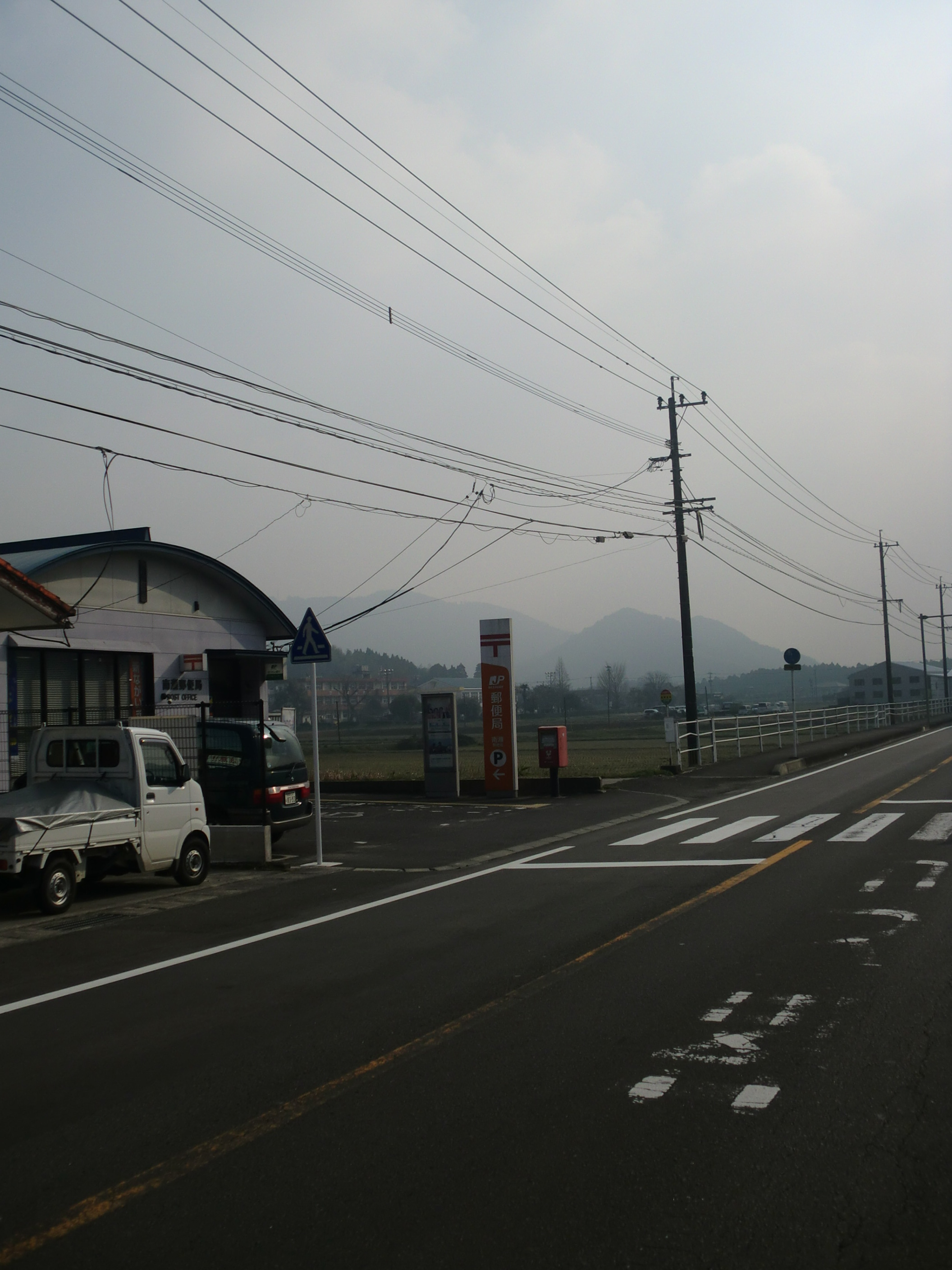
南瀬郵便局

### 公共
- 南瀬地区コミュニティーセンター[31]

### 郵便局
- 南瀬郵便局[32]

### 寺社
- 霧島神社

## 教育
東郷町南瀬には2022年（令和4年）現在教育施設はなく、かつては「薩摩川内市立南瀬小学校」、「東郷町立東郷東中学校」が設置されていた。

### 中学校
「東郷町立東郷東中学校」は、かつて南瀬にあった中学校である。1948年（昭和23年）に山田小学校・南瀬小学校の校区にあたる大字山田・大字南瀬の区域をもって新たに上東郷村立東郷東中学校として設置された。1963年（昭和38年）に東郷中学校・藤川中学校と合併し新たに東郷町立東郷中学校（のちの薩摩川内市立東郷中学校）が設置されたのに伴い閉校した。

### 小学校
「薩摩川内市立南瀬小学校」は、かつて東郷町南瀬1700番地にあった小学校である。1878年（明治11年）に南瀬小学校として創立され、その後簡易科小学校・尋常小学校・尋常高等小学校・国民学校を経て南瀬小学校となった。1965年（昭和40年）には隣接していたかつての東郷東中学校跡地を統合し南瀬小学校の敷地となった。2003年（平成15年）発刊の「東郷町郷土誌続編」では「校区民はほとんどが兼業農家で、過疎化の波を受けて児童数は激減している」と記載されている。2017年（平成29年）に薩摩川内市立東郷小学校へ統合され閉校となった。

### 小・中学校の学区
市立小・中学校に通う場合、学区（校区）は以下の通りとなる。
| 大字       | 番地 | 小学校                                           | 中学校                                           |
| ---------- | ---- | ------------------------------------------------ | ------------------------------------------------ |
| 東郷町南瀬 | 全域 | 薩摩川内市立東郷学園義務教育学校（義務教育学校） | 薩摩川内市立東郷学園義務教育学校（義務教育学校） |

## 交通

### 道路
一般国道
- 国道267号

一般県道
- 鹿児島県道346号山田入来線

### 路線バス
- 鹿児島交通
- 南瀬下 - 南瀬入口 - 南瀬局前 - 南瀬 - 大塚 -
- 薩摩川内市コミュニティバス
（市内横断シャトルバス 東郷・祁答院コース[42]）- 南瀬下 - 南瀬入口 - 南瀬 -